# Moneta divisionale
La moneta divisionale o moneta divisionaria o ancora moneta sussidiaria è una moneta di tipo metallico (nichel, acciaio, ecc ) di piccolo taglio, adatta ai pagamenti di importo limitato ed emessa a potere liberatorio limitato da parte della Zecca dello Stato.

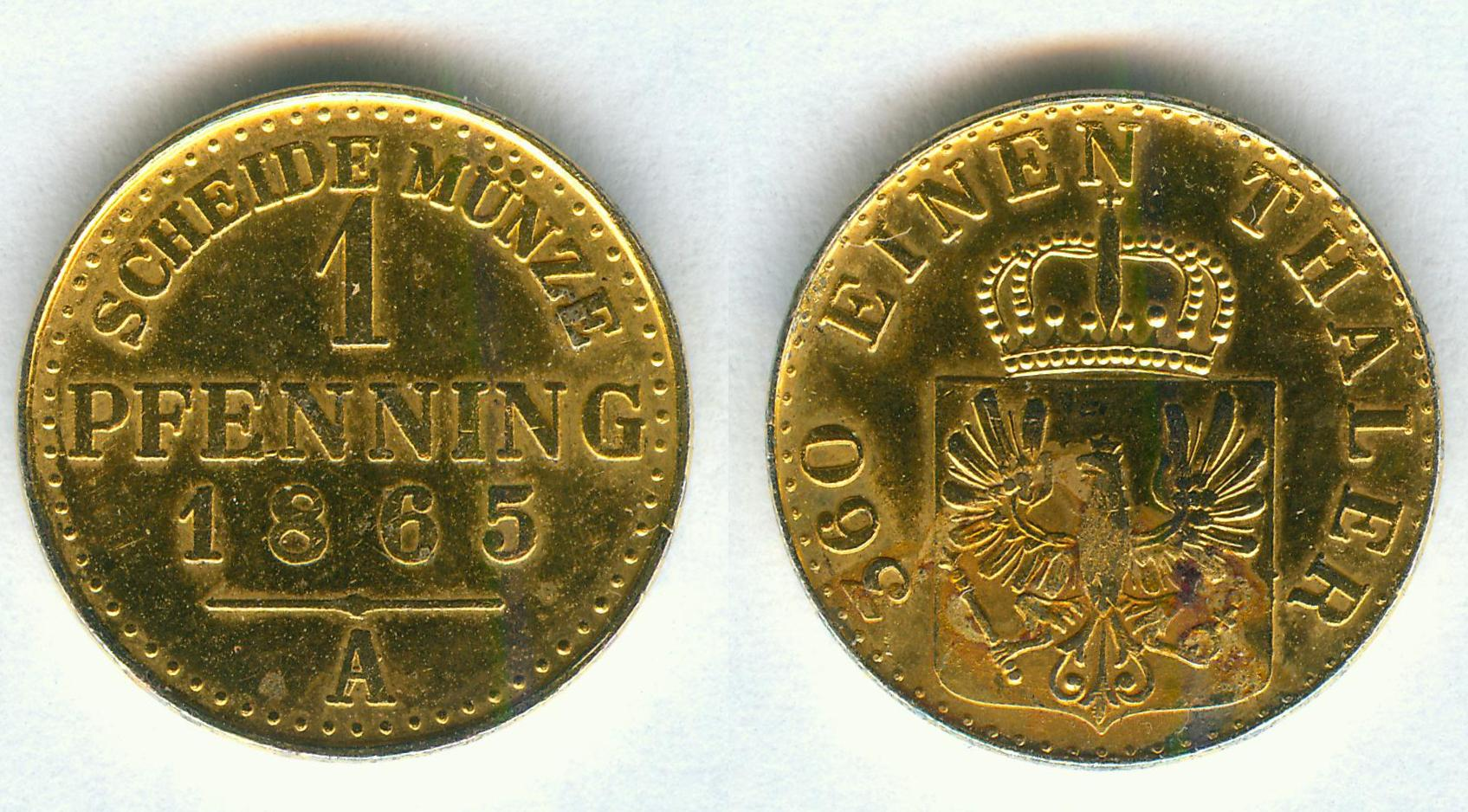
1 Pfenning, (1865) moneta divisionale prussiana

Nel regno d'Italia le monete d'oro e lo scudo (5 lire) d'argento avevano capacità liberatoria senza limite. Per le altre monete d'argento il potere liberatorio era invece limitato a 50 lire verso i privati mentre rimaneva illimitato per il pagamento dei debiti verso lo Stato. Il potere liberatorio della moneta di bronzo, infine, aveva il massimo di una lira.
In Svizzera il valore liberatorio è limitato a cento pezzi monetari.
In Europa sono tali le monete metalliche fino a due euro (otto tagli con i seguenti valori facciali: 1, 2, 5, 10, 20 e 50 euro cent, e 1 e 2 euro) e il valore liberatorio è fissato fino a cinquanta pezzi monetari.
| Monete divisionali europee | Monete divisionali europee | Monete divisionali europee | Monete divisionali europee | Monete divisionali europee | Monete divisionali europee | Monete divisionali europee | Monete divisionali europee |
| -------------------------- | -------------------------- | -------------------------- | -------------------------- | -------------------------- | -------------------------- | -------------------------- | -------------------------- |
| 1 centesimo                | 2 centesimi                | 5 centesimi                | 10 centesimi               | 20 centesimi               | 50 centesimi               | 1 €                        | 2 €                        |
|                            |                            |                            |                            |                            |                            |                            |                            |